# Domenico Bagutti

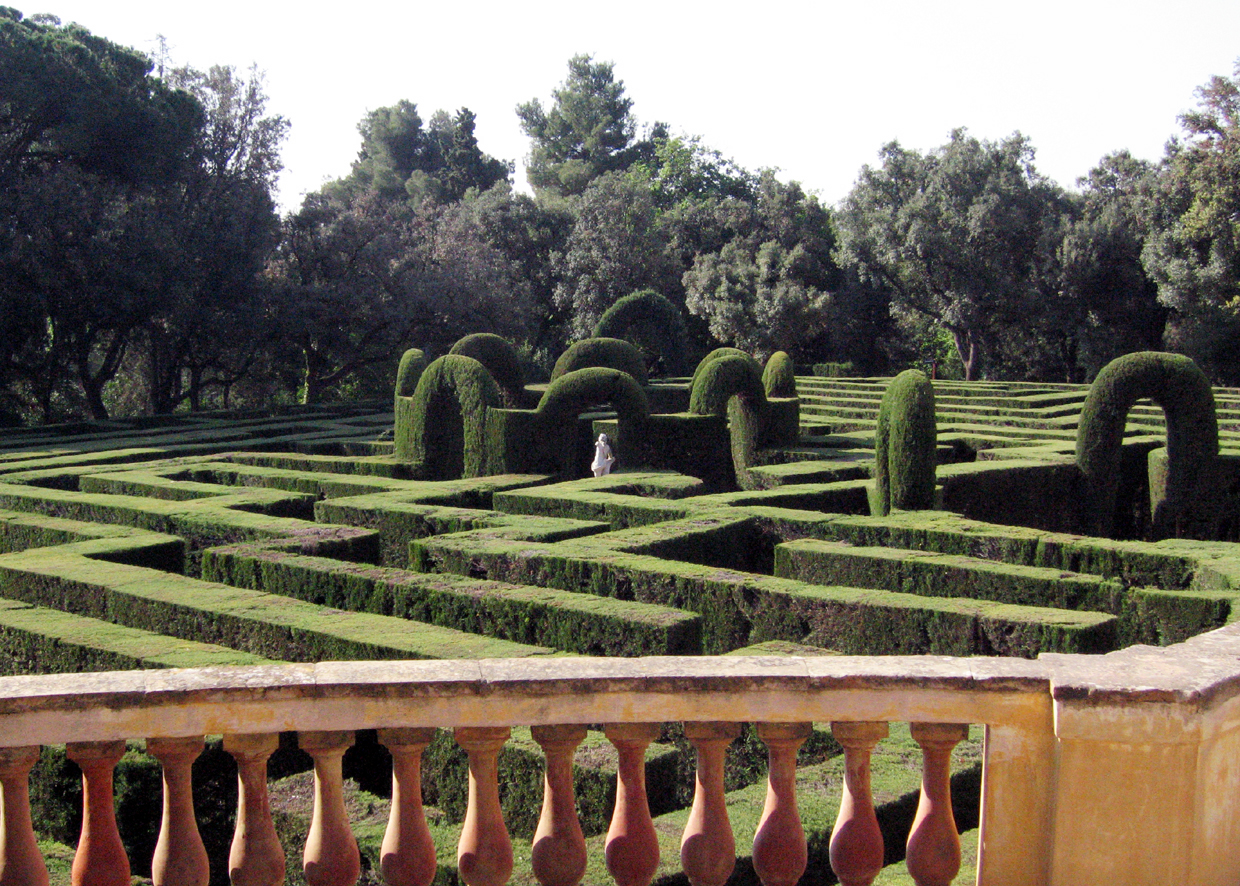
Parc del Laberint de Barcelona

Domenico Bagutti (1760 - 1837) va ser un guixaire, escultor i arquitecte de Ticino, fill de Bartolomeo Bagutti.
Estudià per a ser guixaire i marxà de la seva ciutat natal. Treballà a Barcelona de 1791 fins 1808 per Joan Antoni Desvalls i d'Ardena. Segons la voluntat del seu client, va crear la part classicista del Parc del Laberint d'Horta Joseph Delvalet. El laberint, que encara es conserva segons els plans originals, també va ser projectat per ell. A partir del 1808 Bagutti va treballar a Rovio, on treballà en la capella de la Madonna di Savona. L'estuc de la trona de la capella de San Stefano també fou obra seva.